# Sven Rex
Sven Rex (* 6. März 1976 in Frankfurt an der Oder) ist ein deutscher Journalist und Moderator.

## Leben und Wirken
Sven Rex studierte nach dem Abitur Politikwissenschaft an der Freien Universität Berlin. Von 2000 bis 2001 war er Erasmus-Stipendiat an der University of Sussex in Brighton.
2004 begann Rex ein Volontariat beim Südwestrundfunk (SWR), eine seiner Ausbildungsstationen war das ARD-Studio Neu Delhi. Ab 2005 arbeitete er als Reporter für das Politikmagazin Ländersache. Von 2006 bis 2011 war er als Reporter für ARD-aktuell in Stuttgart tätig und berichtete als Live-Reporter für die Tagesschau, für das ARD-Magazin Brisant und für das ARD-Morgenmagazin. Dafür war er zum Beispiel eine Woche im Schwarzwald in einem SurvivalCamp als Live-Reporter. Außerdem wurde daraus ein Feature, das im SWR Fernsehen ausgestrahlt wurde.
Als Moderator begann Rex 2008 mit den täglichen Wirtschaftsinformationen von der Stuttgarter Börse im SWR-Fernsehen. Seit 2014 ist er Moderator bei den Landesnachrichten des SWR-Fernsehen, SWR Aktuell. Dort gehört er zum Moderatoren-Team und präsentiert die Ausgaben um 16:00 Uhr, 17:00 Uhr, 18:00 Uhr, 19:30 Uhr und 21:45 Uhr. Bis 2022 moderierte er zudem die mittlerweile eingestellte 14:00-Uhr-Ausgabe der Landesnachrichten SWR Aktuell Update. Außerdem steht er regelmäßig für Sondersendungen (SWR-Extra) im SWR Fernsehen vor der Kamera. Für das ZDF (ZDF-Infokanal) präsentierte er von 2009 bis 2012 die Sportsendungen Sportcheck und Fit & Aktiv vor der Kamera.